# Andrés Parra
Andrés Parra Medina (né le 18 septembre 1977 à Cali) est un acteur colombien. Il est principalement connu pour avoir incarné à l'écran Pablo Escobar dans la série télévisée Pablo Escobar, le patron du mal ainsi que dans de nombreux téléfilms.

## Filmographie

### Cinéma
- 2003 : Santuario
- 2004 : El Trato
- 2005 : Ciudad Crónica
- 2006 : Ojos que no ven
- 2006 : Ventanas
- 2006 : Perro come perro
- 2007 : Satanás : Pablo
- 2007 : El amor en los tiempos del cólera
- 2007 : Doctor Alemán
- 2007 : Collar de Perlas
- 2007 : Cría Cuervos
- 2008 : Nochebuena
- 2008 : Sin retorno : Tumbas de la Colina, William
- 2008 : QR9 16 48
- 2009 : La pasión de Gabriel : Gabriel
- 2009 : Los futbolistas
- 2011 : Sanandresito
- 2012 : El Cartel De Los Sapos : Carlos Zapata, dit el Anestesia
- 2013 : El elefante desaparecido
- 2014 : La semilla del silencio
- 2014 : Siempreviva
- 2019 : Heroic Losers (La odisea de los giles)

### Télévision
- 2005 : Por amor a Gloria
- 2005 : Casados con hijos
- 2008 : Nuevo Rico Nuevo Pobre
- 2008 : El cartel
- 2008 : Muñoz vale por 2
- 2008 : Cámara café
- 2009 : El encantador
- 2010 : El cartel 2
- 2010 : Hilos de amor
- 2010 : Operación Jaque
- 2011 : Amar y temer
- 2011 : La bruja
- 2012 : Pablo Escobar, le patron du mal : Pablo Escobar
- 2013 : El Señor de los Cielos : Pablo Escobar
- 2014 : La Suegra : René Higuera del Castillo
- 2014 : La viuda negra : Pablo Escobar
- 2022 : Belascoarán, détective privé : Cerevro